# 백제의익산사적지대
백제의익산사적지대는 전북특별자치도 익산시 금마면에 있는 사적이다. 1984년 9월 20일 전북특별자치도의 기념물 제69호로 지정되었다가, 1984년 12월 20일 문화재 지정이 해지되었다.

## 참고 문헌
- 백제의익산사적지대 - 국가유산청 국가유산포털